# 趙兌
趙兌（1486年—？年），字麗卿，四川成都府內江縣人，明朝政治人物。

## 生平
四川鄉試第三十名舉人，正德十六年（1521年）辛巳科会试第二十七名，第三甲第八十一名進士。嘉靖元年（1522年）選雲南道監察御史。嘉靖九年（1530年）出任常州府知府。

## 家族
曾祖趙士奇；祖趙達，訓導監察御史；父趙俊，知府；母徐氏（封孺人）；繼母王氏。